# John Druce
Pour les articles homonymes, voir Druce.
John Druce (né le 23 février 1966 à Peterborough dans la province d'Ontario au Canada) est un joueur professionnel canadien de hockey sur glace. Il évoluait au poste d'ailier droit.

## Biographie
Évoluant au niveau junior dans la LHO pour les Petes de Peterborough, il est choisi par les Capitals de Washington au 40e rang lors du repêchage d'entrée dans la LNH 1985 après avoir complété sa première saison chez les juniors. Il devient professionnel en 1986 avec les Whalers de Binghamton, équipe affiliée aux Capitals dans la LAH. Il fait ses débuts dans la LNH avec les Capitals en 1988-1989, prenant part à 48 parties et réalisant 15 points.
Bien qu'il n'ait marqué que 8 buts en 45 parties lors de la saison 1989-1990, il se révèle lors des séries éliminatoires en marquant 14 buts en 15 parties. Il joue sa première saison complète dans la LNH la saison suivante, et réalise 58 points en 80 parties.
Peu avant le début de la saison 1992-1993, il est échangé aux Jets de Winnipeg avec un choix de repêchage contre Pat Elynuik. Il ne joue qu'une seule saison à Winnipeg avant de signer comme agent libre avec les Kings de Los Angeles. En mars 1996, il est échangé aux Flyers de Philadelphie contre un choix de repêchage. Après trois saisons avec les Flyers, il part jouer en Allemagne pour ses deux dernières saisons avant de se retirer.

## Statistiques

### En club
| Saison     | Équipe                   | Ligue      |     | Saison régulière | Saison régulière | Saison régulière | Saison régulière | Saison régulière |    | Séries éliminatoires | Séries éliminatoires | Séries éliminatoires | Séries éliminatoires | Séries éliminatoires |
| Saison     | Équipe                   | Ligue      | PJ  | B                | A                | Pts              | Pun              | PJ               | B  | A                    | Pts                  | Pun                  |                      |                      |
| 1983-1984  | Petes de Peterborough    | LHO        | 1   | 0                | 0                | 0                | 0                | -                | -  | -                    | -                    | -                    |                      |                      |
| 1984-1985  | Petes de Peterborough    | LHO        | 54  | 12               | 14               | 26               | 90               | 17               | 6  | 2                    | 8                    | 21                   |                      |                      |
| 1985-1986  | Petes de Peterborough    | LHO        | 49  | 22               | 24               | 46               | 84               | 16               | 0  | 5                    | 5                    | 34                   |                      |                      |
| 1986-1987  | Whalers de Binghamton    | LAH        | 77  | 13               | 9                | 22               | 131              | 12               | 0  | 3                    | 3                    | 28                   |                      |                      |
| 1987-1988  | Whalers de Binghamton    | LAH        | 68  | 32               | 29               | 61               | 82               | 1                | 0  | 0                    | 0                    | 0                    |                      |                      |
| 1988-1989  | Skipjacks de Baltimore   | LAH        | 16  | 2                | 11               | 13               | 10               | -                | -  | -                    | -                    | -                    |                      |                      |
| 1988-1989  | Capitals de Washington   | LNH        | 48  | 8                | 7                | 15               | 62               | 1                | 0  | 0                    | 0                    | 0                    |                      |                      |
| 1989-1990  | Skipjacks de Baltimore   | LAH        | 26  | 15               | 16               | 31               | 38               | -                | -  | -                    | -                    | -                    |                      |                      |
| 1989-1990  | Capitals de Washington   | LNH        | 45  | 8                | 3                | 11               | 52               | 15               | 14 | 3                    | 17                   | 23                   |                      |                      |
| 1990-1991  | Capitals de Washington   | LNH        | 80  | 22               | 36               | 58               | 46               | 11               | 1  | 1                    | 2                    | 7                    |                      |                      |
| 1991-1992  | Capitals de Washington   | LNH        | 67  | 19               | 18               | 37               | 39               | 7                | 1  | 0                    | 1                    | 2                    |                      |                      |
| 1992-1993  | Jets de Winnipeg         | LNH        | 50  | 6                | 14               | 20               | 37               | 2                | 0  | 0                    | 0                    | 0                    |                      |                      |
| 1993-1994  | Kings de Los Angeles     | LNH        | 55  | 14               | 17               | 31               | 50               | -                | -  | -                    | -                    | -                    |                      |                      |
| 1993-1994  | Roadrunners de Phoenix   | LIH        | 8   | 5                | 6                | 11               | 9                | -                | -  | -                    | -                    | -                    |                      |                      |
| 1994-1995  | Kings de Los Angeles     | LNH        | 43  | 15               | 5                | 20               | 20               | -                | -  | -                    | -                    | -                    |                      |                      |
| 1995-1996  | Kings de Los Angeles     | LNH        | 64  | 9                | 12               | 21               | 14               | -                | -  | -                    | -                    | -                    |                      |                      |
| 1995-1996  | Flyers de Philadelphie   | LNH        | 13  | 4                | 4                | 8                | 13               | 2                | 0  | 2                    | 2                    | 2                    |                      |                      |
| 1996-1997  | Flyers de Philadelphie   | LNH        | 43  | 7                | 8                | 15               | 12               | 13               | 1  | 0                    | 1                    | 2                    |                      |                      |
| 1997-1998  | Flyers de Philadelphie   | LNH        | 23  | 1                | 2                | 3                | 2                | 2                | 0  | 0                    | 0                    | 2                    |                      |                      |
| 1997-1998  | Phantoms de Philadelphie | LAH        | 39  | 21               | 28               | 49               | 45               | -                | -  | -                    | -                    | -                    |                      |                      |
| 1998-1999  | Hannover Scorpions       | DEL        | 36  | 15               | 7                | 22               | 34               | -                | -  | -                    | -                    | -                    |                      |                      |
| 1999-2000  | Augsburger Panther       | DEL        | 12  | 2                | 0                | 2                | 47               | 3                | 0  | 0                    | 0                    | 4                    |                      |                      |
| Totaux LNH | Totaux LNH               | Totaux LNH | 531 | 113              | 126              | 239              | 347              | 53               | 17 | 6                    | 23                   | 38                   |                      |                      |